# خوسيه لويس (لاعب كرة قدم)
خوسيه لويس (1 أكتوبر 1908 بالبرتغال - ) هو لاعب كرة قدم برتغالي في مركز الهجوم. شارك مع منتخب البرتغال لكرة القدم. أما مع النوادي، فقد لعب مع نادي بيلينينسش.

## وصلات خارجية
- خوسيه لويس على موقع قاعدة بيانات كرة القدم.إي يو (الإنجليزية)
- خوسيه لويس على موقع عالم كرة القدم.نت (الإنجليزية)